# Allspark
Allspark Pictures — американская анимационная студия (компания), расположенная в Лос-Анджелесе, Калифорния. Дочернее предприятие компании Hasbro. Многие телевизионные шоу студии основаны на продуктах компании Hasbro и транслируются на телеканале Discovery Family (ранее Hub Network), совместное предприятие Hasbro и Discovery Communications.
Президент компании — Стивен Дэвис.

## История компании
Hasbro Studios была основана в 2009 году для разработки и производства телевизионных программ, главой компании был назначен Стивен Дейвис.
9 ноября 2010 Hasbro Studios подписало соглашение с канадской медиакомпанией Corus Entertainment о трансляции своих продуктов на территории Канады на телеканалах YTV и Teletoon.
6 октября 2011 Hasbro Studios подписало соглашение с семью американскими и международными авиакомпаниями (например, Continental Airlines и Qantas) на трансляцию своих продуктов на их самолётах.

## Фильмография

### Анимационные сериалы
| Русское название                          | Оригинальное название                 | Производственный партнёр | Премьера         | Финал            |
| ----------------------------------------- | ------------------------------------- | --- | ---------------- | ---------------- |
| Щенки из приюта № 17                      | Pound Puppies                         | Paul & Joe Productions (1 сезон) 9 Story Entertainment (1-7 эпизоды) DHX Media (8-65 эпизоды) Top Draw Animation (8-65 эпизоды) | 10 октября, 2010 | 16 ноября, 2013  |
| Дружба — это чудо                         | My Little Pony: Friendship Is Magic   | DHX Media Top Draw Animation | 10 октября, 2010 | 12 октября, 2019 |
| Приключения Чака и его друзей             | The Adventures of Chuck and Friends   | Nelvana Pipeline Studios | 15 октября, 2010 | 26 декабря, 2011 |
| Бросок кобры: G.I. Joe: Дезертиры         | G.I. Joe: Renegades                   | Darby Pop Productions Moi Animation Hanho Heung-Up JM Animation                                                                 | 26 ноября, 2010  | 23 июля, 2011    |
| Трансформеры: Прайм                       | Transformers: Prime                   | Digitalscape K/O Paper Products Darby Pop Productions Polygon Pictures                                                          | 29 ноября, 2010  | 26 июля, 2013    |
| Трансформеры. Боты-спасатели              | Transformers: Rescue Bots             | Darby Pop Productions Atomic Cartoons                                                                                           | 18 февраля, 2012 | 22 октября, 2016 |
| Маленький зоомагазин                      | Littlest Pet Shop                     | DHX Media Top Draw Animation | 10 ноября, 2012  | 4 июня, 2016     |
| Трансформеры: Роботы под прикрытием       | Transformers: Robots in disguise      | Darby Pop Productions | 14 марта, 2015   | 11 ноября, 2017  |
| Маленький зоомагазин: Наш собственный мир | Littlest Pet Shop: A World of Our Own | Boulder Media | 4 октября, 2017  | 26 января, 2019  |
| Трансформеры: Кибервселенная              | Transformers: Cyberverse              | Boulder Media | 27 августа, 2018 | 7 июня, 2020     |
| Трансформеры: Боты Спасатели Академия     | Transformers: Rescue Bots Academy     | Boulder Media | 5 января, 2019   | 5 июня, 2021     |
| My Little Pony: Pony Life                 | My Little Pony: Pony Life             | Boulder Media Entertainment One                                                                                                 | 21 июня, 2020    | 22 мая, 2021     |
| Zoids Wild                                | Zoids Wild                            | TOMY Company OLM, Inc. | 14 августа, 2020 | 3 октября, 2020  |

### Другие продукты студии
| Название                          | Премьера         | Финал               |
| --------------------------------- | ---------------- | ------------------- |
| Family Game Night                 | 10 октября, 2010 | продолжает выходить |
| Pictureka!                        | 11 октября, 2010 | 13 января, 2011     |
| Taylor Swift: Journey to Fearless | 22 октября, 2010 | 24 октября, 2010    |
| The Game of Life                  | 3 сентября, 2011 | 22 апреля, 2012     |
| Scrabble Showdown                 | 3 сентября, 2011 | 22 апреля, 2012     |
| Clue                              | 14 ноября, 2011  | 17 ноября, 2011     |

### Мультфильмы
| Русское название                                              | Оригинальное название                                 | Дата выхода |
| ------------------------------------------------------------- | ----------------------------------------------------- | ----------- |
| Девочки из Эквестрии                                          | My Little Pony: Equestria Girls                       | 2013        |
| Трансформеры: Прайм Охотники на чудовищ: Восстание Предаконов | Transformers Prime Beast Hunters: Predacons Rising    | 2013        |
| Девочки из Эквестрии. Радужный рок                            | My Little Pony: Equestria Girls: Rainbow Rocks        | 2014        |
| Девочки из Эквестрии. Игры дружбы                             | My Little Pony: Equestria Girls: Friendship Games     | 2015        |
| Девочки из Эквестрии. Легенды вечнозелёного леса              | My Little Pony: Equestria Girls: Legends of Everfree  | 2016        |
| Девочки из Эквестрии: Специальные короткометражки             | My Little Pony: Equestria Girls (television specials) | 2017        |
| My Little Pony в кино                                         | My Little Pony: The Movie                             | 2017        |
| Девочки из Эквестрии. Забытая дружба                          | My Little Pony: Equestria Girls: Forgotten Friendship | 2018        |